# Gorza
Gorza je priimek v Sloveniji, ki ga je po podatkih Statističnega urada Republike Slovenije na dan 1. januarja 2010 uporabljalo 149 oseb in je med vsemi priimki po pogostosti uporabe uvrščen na 3.007. mesto.

## Znani nosilci priimka
- Aleš Gorza (*1980), alpski smučar